# Woodland Motor Car Company
Woodland Motor Car Company war ein US-amerikanischer Hersteller von Automobilen.

## Unternehmensgeschichte
Das Unternehmen wurde 1909 in Cleveland in Ohio gegründet. Im gleichen Jahr begann die Produktion von Automobilen. Der Markenname lautete Woodland. Noch 1909 endete die Produktion. Insgesamt entstanden vier Fahrzeuge.
Nach einer Reorganisation war das Unternehmen mit neuer Firmierung noch einige Jahre als Reparaturwerkstatt aktiv.

## Fahrzeuge
Die Fahrzeuge wurden sowohl 30 als auch Special genannt. Sie hatten einen Dreizylinder-Zweitaktmotor. Die Aufbauten stammten von der Patterson Body Company aus der gleichen Stadt. Es waren offene Tourenwagen mit fünf Sitzen. Ungewöhnlich für die damalige Zeit waren die vier Türen, die erst nach 1911 gebräuchlich waren. Der Neupreis betrug 2300 US-Dollar. Alle Käufer stammten aus Cleveland.